# 资县
资县，中国古县名。
明朝洪武四年（1371年）废资州，改盘石县为资县，治所在今四川省资中县，属成都府。清朝雍正五年（1727年）置资州直隶州。